# (12185) Gasprinskij
(12185) Gasprinskij (1976 SL5) – planetoida z pasa głównego asteroid okrążająca Słońce w ciągu 4,55 lat w średniej odległości 2,74 j.a. Odkryta 24 września 1976 roku.